# Temporada 2021-22 de la NBA
La temporada 2021-22 de la NBA fue la septuagésimo sexta temporada de la historia de la competición norteamericana de baloncesto. El Draft de la NBA se celebró el 29 de julio de 2021, en el Barclays Center en Brooklyn, donde Detroit Pistons eligió en la primera posición a Cade Cunningham. La temporada comenzó el 19 de octubre de 2021, terminó en junio de 2022 y el número de encuentros por equipo volvió a ser de 82. El All-Star Game se celebró en el Rocket Mortgage FieldHouse de Cleveland el 20 de febrero de 2022.

## Conmemoración del 75 aniversario
El 7 de julio de 2021, la NBA anunció que conmemoraría su 75 aniversario durante la temporada 2021-22. Se incluyó un logotipo del 75 aniversario en las promociones en todas las propiedades de la NBA durante la temporada, incluido el merchandising, medios digitales y sociales, y el pintado en las canchas de juego.
Del 19 al 21 de octubre se publicó la lista de los 75 mejores jugadores de la historia de la NBA, llamada Equipo del 75 aniversario de la NBA (NBA 75th Anniversary Team).
El 8 de febrero de 2022, se anunció la lista de Los 15 mejores entrenadores de la historia de la NBA (15 Greatest Coaches in NBA History).
El 20 de febrero de 2022, durante el descanso del All-Star Game, se rindió homenaje a los jugadores incluidos en el Equipo del 75 aniversario.

## Transacciones

### Agencia libre
Las negociaciones de la agencia libre dieron comienzo el 2 de agosto de 2020.

### Retiradas
- El 6 de julio de 2021 Ian Mahinmi anunció su retirada de la liga. Mahinmi jugó 12 temporadas en la NBA, ganando un campeonato con los Dallas Mavericks en 2011.[9]
- El 18 de julio de 2021 Omri Casspi anunció su retirada. Casspi jugó para 7 equipos diferentes durante su carrera de 10 años en la NBA.[10]
- El 21 de julio de 2021 Amile Jefferson anunció su retirada como jugador, para pasar a ser Director de Desarrollo Deportivo en la Universidad de Duke. Jefferson jugó 2 temporadas con los Orlando Magic.[11]
- El 7 de agosto de 2021, Jarrett Jack anunció su retirada de la liga. Jack jugó para 9 equipos en sus 13 años en la NBA.[12]
- El 11 de agosto de 2021, J. R. Smith se unió al equipo de golf universitario de North Carolina A&T Aggies haciendo efectiva su retirada como jugador.[13] Smith jugó para cinco equipos en sus 16 años en la NBA, ganando dos campeonatos: en 2016 con Cleveland Cavaliers y en 2020 con Los Angeles Lakers.
- El 12 de agosto de 2021, Kyle Korver anunció su retirada de la liga. Korver jugó para 6 equipos en sus 17 años en la NBA.[14]
- El 24 de agosto de 2021, Jared Dudley anunció su retirada de la liga al aceptar el cargo de técnico asistente en Dallas Mavericks. Dudley jugó para 7 equipos en sus 14 años en la NBA, ganando el campeonato en 2020 con Los Angeles Lakers.[15]
- El 21 de septiembre de 2021, JJ Redick anunció su retirada de la liga. Redick jugó para 6 equipos en sus 15 años en la NBA.[16]
- El 5 de octubre de 2021, Pau Gasol anunció su retirada. Gasol jugó para 5 equipos en sus 18 años en la NBA, ganando dos campeonatos consecutivos con Los Angeles Lakers en 2009 y 2010.[17]
- El 22 de octubre de 2021, Gerald Green anunció su retirada de la NBA al unirse al cuerpo técnico de los Houston Rockets. Green jugó para 8 equipos en sus 15 años de carrera profesional.[18]
- El 27 de octubre de 2021, David Andersen anunció su retirada del baloncesto profesional. Andersen jugó para tres equipos en sus dos temporadas en la NBA.[19]
- El 11 de noviembre de 2021, Damjan Rudež anunció su retirada del baloncesto profesional. Rudež jugó para tres equipos en sus tres temporadas en la NBA.[20]
- El 26 de noviembre de 2021, Alexis Ajinça anunció su retirada del baloncesto profesional. Ajinça jugó para cuatro equipos NBA, en sus trece años de carrera deportiva.[21]
- El 27 de noviembre de 2021, Beno Udrih se unió a los New Orleans Pelicans asistente técnico, haciendo efectiva su retirada como jugador profesional. Udrih jugó para ocho equipos en sus trece temporadas en la NBA.[22]
- El 18 de enero de 2022, Chandler Parsons anunció su retirada del baloncesto profesional. Parsons jugó para cuatro equipos en sus nueve temporadas en la NBA.[23]
- El 9 de marzo de 2022, Jeff Teague se unió a los Atlanta Hawks como reclutador, haciendo efectiva su retirada como jugador profesional. Teague jugó para cinco equipos en sus trece temporadas en la NBA.[24]
- El 21 de marzo de 2022, Jamal Crawford anunció su retirada del baloncesto profesional. Crawford jugó para nueve equipos en sus veinte temporadas en la NBA.[25]

### Cambios de entrenadores
| Equipo                 | Temporada 2020-21        | Temporada 2021-22       |
| Fuera de temporada     | Fuera de temporada       | Fuera de temporada      |
| ---------------------- | ------------------------ | ----------------------- |
| Atlanta Hawks          | Nate McMillan (interino) | Nate McMillan           |
| Boston Celtics         | Brad Stevens             | Ime Udoka               |
| Dallas Mavericks       | Rick Carlisle            | Jason Kidd              |
| Indiana Pacers         | Nate Bjorkgren           | Rick Carlisle           |
| New Orleans Pelicans   | Stan Van Gundy           | Willie Green            |
| Orlando Magic          | Steve Clifford           | Jamahl Mosley           |
| Portland Trail Blazers | Terry Stotts             | Chauncey Billups        |
| Washington Wizards     | Scott Brooks             | Wes Unseld Jr.          |
| Durante la temporada   |                          |                         |
| Sacramento Kings       | Luke Walton              | Alvin Gentry (interino) |

#### Al término de la temporada
- El 2 de junio de 2021, el entrenador de los Celtics, Brad Stevens, fue ascendido a presidente de operaciones de baloncesto tras la retirada de Danny Ainge.[26]
- El 4 de junio de 2021, Portland Trail Blazers y Terry Stotts acordaron mutuamente poner fin a la relación contractual después de nueve temporadas con el equipo.[27]
- El 5 de junio de 2021, Orlando Magic y Steve Clifford acordaron mutuamente poner fin a la relación contractual después de tres temporadas con el equipo.[28]
- El 9 de junio de 2021, los Indiana Pacers despidieron al entrenador en jefe Nate Bjorkgren después de solo una temporada con el equipo, en el que se perdieron los playoffs por primera vez en seis años.[29]
- El 16 de junio de 2021, los New Orleans Pelicans y el entrenador en jefe Stan Van Gundy acordaron mutuamente separarse después de solo una temporada.[30]
- El 16 de junio de 2021, los Washington Wizards y el entrenador en jefe Scott Brooks se separan después de cinco temporadas con el equipo.[31]
- El 17 de junio de 2021, Rick Carlisle renunció a su cargo como entrenador en jefe de los Dallas Mavericks luego de las 13 temporadas con el equipo.[32][33]
- El 24 de junio de 2021, los Indiana Pacers contrataron a Rick Carlisle como su nuevo entrenador.[34]
- El 27 de junio de 2021, los Portland Trail Blazers contrataron a Chauncey Billups como su nuevo entrenador.[35]
- El 28 de junio de 2021, los Boston Celtics contrataron a Ime Udoka como su nuevo entrenador.[36]
- El 28 de junio de 2021, los Dallas Mavericks contrataron a Jason Kidd como su nuevo entrenador.[37]
- El 7 de julio de 2021, los Atlanta Hawks contrataron a Nate McMillan como entrenador.[38]
- El 11 de julio de 2021, los Orlando Magic contrató a Jamahl Mosley como su nuevo entrenador.[39]
- El 17 de julio de 2021, los Washington Wizards contrataron a Wes Unseld Jr. como su nuevo entrenador .[40]
- El 22 de julio de 2021, los New Orleans Pelicans contrataron a Willie Green como su nuevo entrenador.[41]

#### Durante la temporada
- El 21 de noviembre de 2021, los Sacramento Kings despiden a Luke Walton y nombran a Alvin Gentry como entrenador interino.[42]

## Clasificaciones
Última actualización: final de la temporada regular
Entre paréntesis, puesto que ocupan en la clasificación de la Conferencia.

### Conferencia Este
| División Atlántico     | División Atlántico | División Atlántico | División Atlántico | División Atlántico | División Atlántico | División Atlántico |
| ---------------------- | ------------------ | ------------------ | ------------------ | ------------------ | ------------------ | ------------------ |
| Equipos                | G                  | P                  | PCT                | PV                 | PP                 | PPR                |
| Boston Celtics (2)     | 51                 | 31                 | .622               | —                  | 111.8              | 104.5              |
| Philadelphia 76ers (4) | 51                 | 31                 | .622               | —                  | 109.9              | 107.3              |
| Toronto Raptors (5)    | 48                 | 34                 | .585               | 3.0                | 109.4              | 107.1              |
| Brooklyn Nets (7)      | 44                 | 38                 | .537               | 7.0                | 112.9              | 112.1              |
| New York Knicks (11)   | 37                 | 45                 | .451               | 14.0               | 106.5              | 106.6              |

| División Central        | División Central | División Central | División Central | División Central | División Central | División Central |
| ----------------------- | ---------------- | ---------------- | ---------------- | ---------------- | ---------------- | ---------------- |
| Equipos                 | G                | P                | PCT              | PV               | PP               | PPR              |
| Milwaukee Bucks (3)     | 51               | 31               | .622             | —                | 115.5            | 112.1            |
| Chicago Bulls (6)       | 46               | 36               | .561             | 5.0              | 111.6            | 112.0            |
| Cleveland Cavaliers (8) | 44               | 38               | .537             | 7.0              | 107.8            | 105.7            |
| Indiana Pacers (13)     | 25               | 57               | .305             | 26.0             | 111.5            | 114.9            |
| Detroit Pistons (14)    | 23               | 59               | .280             | 28.0             | 104.8            | 112.5            |

| División Sureste        | División Sureste | División Sureste | División Sureste | División Sureste | División Sureste | División Sureste |
| ----------------------- | ---------------- | ---------------- | ---------------- | ---------------- | ---------------- | ---------------- |
| Equipos                 | G                | P                | PCT              | PV               | PP               | PPR              |
| Miami Heat (1)          | 53               | 29               | .646             | —                | 110.0            | 105.6            |
| Atlanta Hawks (9)       | 43               | 39               | .524             | 10.0             | 113.9            | 112.4            |
| Charlotte Hornets (10)  | 43               | 39               | .524             | 10.0             | 115.3            | 114.9            |
| Washington Wizards (12) | 35               | 47               | .427             | 18.0             | 108.6            | 112.0            |
| Orlando Magic (15)      | 22               | 60               | .268             | 31.0             | 104.2            | 112.2            |

### Conferencia Oeste
| División Noroeste           | División Noroeste | División Noroeste | División Noroeste | División Noroeste | División Noroeste | División Noroeste |
| --------------------------- | ----------------- | ----------------- | ----------------- | ----------------- | ----------------- | ----------------- |
| Equipos                     | G                 | P                 | PCT               | PV                | PP                | PPR               |
| Utah Jazz (5)               | 49                | 33                | .598              | —                 | 113.6             | 107.6             |
| Denver Nuggets (6)          | 48                | 34                | .585              | 1.0               | 112.7             | 110.4             |
| Minnesota Timberwolves (7)  | 46                | 36                | .561              | 3.0               | 115.9             | 113.3             |
| Portland Trail Blazers (13) | 27                | 55                | .329              | 22.0              | 106.2             | 115.1             |
| Oklahoma City Thunder (14)  | 24                | 58                | .293              | 25.0              | 103.7             | 111.8             |

| División Pacífico         | División Pacífico | División Pacífico | División Pacífico | División Pacífico | División Pacífico | División Pacífico |
| ------------------------- | ----------------- | ----------------- | ----------------- | ----------------- | ----------------- | ----------------- |
| Equipos                   | G                 | P                 | PCT               | PV                | PP                | PPR               |
| Phoenix Suns (1)          | 64                | 18                | .780              | —                 | 114.8             | 107.3             |
| Golden State Warriors (3) | 53                | 29                | .646              | 11.0              | 111.0             | 105.5             |
| Los Angeles Clippers (8)  | 42                | 40                | .512              | 22.0              | 108.4             | 108.4             |
| Los Angeles Lakers (11)   | 33                | 49                | .402              | 31.0              | 112.1             | 115.1             |
| Sacramento Kings (12)     | 30                | 52                | .366              | 34.0              | 110.3             | 115.8             |

| División Suroeste        | División Suroeste | División Suroeste | División Suroeste | División Suroeste | División Suroeste | División Suroeste |
| ------------------------ | ----------------- | ----------------- | ----------------- | ----------------- | ----------------- | ----------------- |
| Equipos                  | G                 | P                 | PCT               | PV                | PP                | PPR               |
| Memphis Grizzlies (2)    | 56                | 26                | .683              | —                 | 115.6             | 109.9             |
| Dallas Mavericks (4)     | 52                | 30                | .634              | 4.0               | 108.0             | 104.7             |
| New Orleans Pelicans (9) | 36                | 46                | .439              | 20.0              | 109.3             | 110.3             |
| San Antonio Spurs (10)   | 34                | 48                | .415              | 22.0              | 113.2             | 113.0             |
| Houston Rockets (15)     | 20                | 62                | .244              | 36.0              | 109.7             | 118.2             |

### Eliminatoria 'Play-In'
| Play-In Conferencia Este |
| ------------------------ |

|  | 12-13 de abril | 12-13 de abril      | 12-13 de abril |     |   | 15 de abril         | 15 de abril | 15 de abril |   |               | Clasificados | Clasificados  | Clasificados |
|  |                |                     |                |     |   |                     |             |             |   |               |              |               |              |
|  | 7              | Brooklyn Nets       | 115            |     |   |                     |             |             |   |               |              |               |              |
|  | 8              | Cleveland Cavaliers | 108            |     |   |                     |             |             |   |               | 7            | Brooklyn Nets | 7.ºPO        |
|  |                |                     |                |     | 8 | Cleveland Cavaliers | 101         |             | 9 | Atlanta Hawks | 8.ºPO        |               |              |
|  |                | 9                   | Atlanta Hawks  | 107 |   |                     |             |             |   |               |              |               |              |
|  | 9              | Atlanta Hawks       | 132            |     |   |                     |             |             |   |               |              |               |              |
|  | 10             | Charlotte Hornets   | 103            |     |   |                     |             |             |   |               |              |               |              |

| Play-In Conferencia Oeste |
| ------------------------- |

|  | 12-13 de abril | 12-13 de abril         | 12-13 de abril       |     |   | 15 de abril          | 15 de abril | 15 de abril |   |                      | Clasificados | Clasificados           | Clasificados |
|  |                |                        |                      |     |   |                      |             |             |   |                      |              |                        |              |
|  | 7              | Minnesota Timberwolves | 109                  |     |   |                      |             |             |   |                      |              |                        |              |
|  | 8              | Los Angeles Clippers   | 104                  |     |   |                      |             |             |   |                      | 7            | Minnesota Timberwolves | 7.ºPO        |
|  |                |                        |                      |     | 8 | Los Angeles Clippers | 101         |             | 9 | New Orleans Pelicans | 8.ºPO        |                        |              |
|  |                | 9                      | New Orleans Pelicans | 105 |   |                      |             |             |   |                      |              |                        |              |
|  | 9              | New Orleans Pelicans   | 113                  |     |   |                      |             |             |   |                      |              |                        |              |
|  | 10             | San Antonio Spurs      | 103                  |     |   |                      |             |             |   |                      |              |                        |              |

## Playoffs
Los Playoffs de la NBA de 2022 dieron comienzo el sábado 16 de abril de 2022 y terminarán con las Finales de la NBA de 2022, el 16 de junio.
|  | Primera ronda     | Primera ronda          | Primera ronda         |   |                       | Semifinales de Conferencia | Semifinales de Conferencia | Semifinales de Conferencia |  |    | Finales de Conferencia | Finales de Conferencia | Finales de Conferencia |  |    | Finales de la NBA | Finales de la NBA | Finales de la NBA |
|  |                   |                        |                       |   |                       |                            |                            |                            |  |    |                        |                        |                        |  |    |                   |                   |                   |
|  | E1                | Miami Heat             | 4                     |   |                       |                            |                            |                            |  |    |                        |                        |                        |  |    |                   |                   |                   |
|  | E8                | Atlanta Hawks          | 1                     |   |                       |                            |                            |                            |  |    |                        |                        |                        |  |    |                   |                   |                   |
|  | E8                | Atlanta Hawks          | 1                     |   | E1                    | Miami Heat                 | 4                          |                            |  |    |                        |                        |                        |  |    |                   |                   |                   |
|  |                   |                        |                       |   | E1                    | Miami Heat                 | 4                          |                            |  |    |                        |                        |                        |  |    |                   |                   |                   |
|  |                   | E4                     | Philadelphia 76ers    | 2 |                       |                            |                            |                            |  |    |                        |                        |                        |  |    |                   |                   |                   |
|  | E4                | E4                     | Philadelphia 76ers    | 2 | Philadelphia 76ers    | 4                          |                            |                            |  |    |                        |                        |                        |  |    |                   |                   |                   |
|  | E4                |                        |                       |   | Philadelphia 76ers    | 4                          |                            |                            |  |    |                        |                        |                        |  |    |                   |                   |                   |
|  | E5                | Toronto Raptors        | 2                     |   |                       |                            |                            |                            |  |    |                        |                        |                        |  |    |                   |                   |                   |
|  | E5                | Toronto Raptors        | 2                     |   |                       |                            |                            |                            |  | E1 | Miami Heat             | 3                      |                        |  |    |                   |                   |                   |
|  | Conferencia Este  |                        |                       |   |                       |                            |                            |                            |  | E1 | Miami Heat             | 3                      |                        |  |    |                   |                   |                   |
|  |                   | E2                     | Boston Celtics        | 4 |                       |                            |                            |                            |  |    |                        |                        |                        |  |    |                   |                   |                   |
|  | E3                | E2                     | Boston Celtics        | 4 | Milwaukee Bucks       | 4                          |                            |                            |  |    |                        |                        |                        |  |    |                   |                   |                   |
|  | E3                |                        |                       |   | Milwaukee Bucks       | 4                          |                            |                            |  |    |                        |                        |                        |  |    |                   |                   |                   |
|  | E6                | Chicago Bulls          | 1                     |   |                       |                            |                            |                            |  |    |                        |                        |                        |  |    |                   |                   |                   |
|  | E6                | Chicago Bulls          | 1                     |   | E3                    | Milwaukee Bucks            | 3                          |                            |  |    |                        |                        |                        |  |    |                   |                   |                   |
|  |                   |                        |                       |   | E3                    | Milwaukee Bucks            | 3                          |                            |  |    |                        |                        |                        |  |    |                   |                   |                   |
|  |                   | E2                     | Boston Celtics        | 4 |                       |                            |                            |                            |  |    |                        |                        |                        |  |    |                   |                   |                   |
|  | E2                | E2                     | Boston Celtics        | 4 | Boston Celtics        | 4                          |                            |                            |  |    |                        |                        |                        |  |    |                   |                   |                   |
|  | E2                |                        |                       |   | Boston Celtics        | 4                          |                            |                            |  |    |                        |                        |                        |  |    |                   |                   |                   |
|  | E7                | Brooklyn Nets          | 0                     |   |                       |                            |                            |                            |  |    |                        |                        |                        |  |    |                   |                   |                   |
|  | E7                | Brooklyn Nets          | 0                     |   |                       |                            |                            |                            |  |    |                        |                        |                        |  | E2 | Boston Celtics    | 2                 |                   |
|  |                   |                        |                       |   |                       |                            |                            |                            |  |    |                        |                        |                        |  | E2 | Boston Celtics    | 2                 |                   |
|  |                   | O3                     | Golden State Warriors | 4 |                       |                            |                            |                            |  |    |                        |                        |                        |  |    |                   |                   |                   |
|  | O1                | O3                     | Golden State Warriors | 4 | Phoenix Suns          | 4                          |                            |                            |  |    |                        |                        |                        |  |    |                   |                   |                   |
|  | O1                |                        |                       |   | Phoenix Suns          | 4                          |                            |                            |  |    |                        |                        |                        |  |    |                   |                   |                   |
|  | O8                | New Orleans Pelicans   | 2                     |   |                       |                            |                            |                            |  |    |                        |                        |                        |  |    |                   |                   |                   |
|  | O8                | New Orleans Pelicans   | 2                     |   | O1                    | Phoenix Suns               | 3                          |                            |  |    |                        |                        |                        |  |    |                   |                   |                   |
|  |                   |                        |                       |   | O1                    | Phoenix Suns               | 3                          |                            |  |    |                        |                        |                        |  |    |                   |                   |                   |
|  |                   | O4                     | Dallas Mavericks      | 4 |                       |                            |                            |                            |  |    |                        |                        |                        |  |    |                   |                   |                   |
|  | O4                | O4                     | Dallas Mavericks      | 4 | Dallas Mavericks      | 4                          |                            |                            |  |    |                        |                        |                        |  |    |                   |                   |                   |
|  | O4                |                        |                       |   | Dallas Mavericks      | 4                          |                            |                            |  |    |                        |                        |                        |  |    |                   |                   |                   |
|  | O5                | Utah Jazz              | 2                     |   |                       |                            |                            |                            |  |    |                        |                        |                        |  |    |                   |                   |                   |
|  | O5                | Utah Jazz              | 2                     |   |                       |                            |                            |                            |  | O4 | Dallas Mavericks       | 1                      |                        |  |    |                   |                   |                   |
|  | Conferencia Oeste |                        |                       |   |                       |                            |                            |                            |  | O4 | Dallas Mavericks       | 1                      |                        |  |    |                   |                   |                   |
|  |                   | O3                     | Golden State Warriors | 4 |                       |                            |                            |                            |  |    |                        |                        |                        |  |    |                   |                   |                   |
|  | O3                | O3                     | Golden State Warriors | 4 | Golden State Warriors | 4                          |                            |                            |  |    |                        |                        |                        |  |    |                   |                   |                   |
|  | O3                |                        |                       |   | Golden State Warriors | 4                          |                            |                            |  |    |                        |                        |                        |  |    |                   |                   |                   |
|  | O6                | Denver Nuggets         | 1                     |   |                       |                            |                            |                            |  |    |                        |                        |                        |  |    |                   |                   |                   |
|  | O6                | Denver Nuggets         | 1                     |   | O3                    | Golden State Warriors      | 4                          |                            |  |    |                        |                        |                        |  |    |                   |                   |                   |
|  |                   |                        |                       |   | O3                    | Golden State Warriors      | 4                          |                            |  |    |                        |                        |                        |  |    |                   |                   |                   |
|  |                   | O2                     | Memphis Grizzlies     | 2 |                       |                            |                            |                            |  |    |                        |                        |                        |  |    |                   |                   |                   |
|  | O2                | O2                     | Memphis Grizzlies     | 2 | Memphis Grizzlies     | 4                          |                            |                            |  |    |                        |                        |                        |  |    |                   |                   |                   |
|  | O2                |                        |                       |   | Memphis Grizzlies     | 4                          |                            |                            |  |    |                        |                        |                        |  |    |                   |                   |                   |
|  | O7                | Minnesota Timberwolves | 2                     |   |                       |                            |                            |                            |  |    |                        |                        |                        |  |    |                   |                   |                   |

Negrita - Ganador de las series

## Estadísticas

### Líderes estadísticas individuales
| Categoría               | Jugador                     | Equipo                | Estadística |
| ----------------------- | --------------------------- | --------------------- | ----------- |
| Puntos por partido      | Joel Embiid                 | Philadelphia 76ers    | 30.6        |
| Rebotes por partido     | Rudy Gobert                 | Utah Jazz             | 14.7        |
| Asistencias por partido | Chris Paul                  | Phoenix Suns          | 10.8        |
| Robos por partido       | Dejounte Murray             | San Antonio Spurs     | 2.0         |
| Tapones por partido     | Jaren Jackson Jr.           | Memphis Grizzlies     | 2.3         |
| Pérdidas por partido    | Luka Dončić                 | Dallas Mavericks      | 4.5         |
| Faltas por partido      | Jae'Sean Tate               | Houston Rockets       | 3.7         |
| Minutos por partido     | Fred VanVleet Pascal Siakam | Toronto Raptors       | 37.9        |
| % Tiros de campo        | Rudy Gobert                 | Utah Jazz             | 71.3%       |
| % Tiros libres          | Jordan Poole                | Golden State Warriors | 92.5%       |
| % Triples               | Luke Kennard                | Los Angeles Clippers  | 44.9%       |
| Eficiencia por partido  | Nikola Jokić                | Denver Nuggets        | 38.7        |
| Doble-dobles            | Nikola Jokić                | Denver Nuggets        | 66          |
| Triple-dobles           | Nikola Jokić                | Denver Nuggets        | 19          |

### Máximos individuales en un partido
| Categoría   | Jugador            | Equipo                 | Estadística |
| ----------- | ------------------ | ---------------------- | ----------- |
| Puntos      | Karl-Anthony Towns | Minnesota Timberwolves | 60          |
| Puntos      | Kyrie Irving       | Brooklyn Nets          | 60          |
| Rebotes     | Andre Drummond     | Philadelphia 76ers     | 25          |
| Rebotes     | Domantas Sabonis   | Indiana Pacers         | 25          |
| Asistencias | Darius Garland     | Cleveland Cavaliers    | 19          |
| Asistencias | Chris Paul         | Phoenix Suns           | 19          |
| Robos       | Paul George        | Los Angeles Clippers   | 8           |
| Tapones     | Daniel Gafford     | Washington Wizards     | 8           |
| Tapones     | Mitchell Robinson  | New York Knicks        | 8           |
| Triples     | Bojan Bogdanović   | Utah Jazz              | 11          |
| Triples     | Malik Beasley      | Minnesota Timberwolves | 11          |
| Triples     | Robert Covington   | Los Angeles Clippers   | 11          |

## Premios

### Reconocimientos individuales
| Premio                  | Ganador(es)                         | Finalistas |
| ----------------------- | ----------------------------------- | --- |
| MVP de la Temporada     | Nikola Jokić (Denver Nuggets)       | Giannis Antetokounmpo (Milwaukee Bucks) Joel Embiid (Philadelphia 76ers)                                                                                     |
| Mejor Defensor          | Marcus Smart (Boston Celtics)       | Mikal Bridges (Phoenix Suns) Rudy Gobert (Utah Jazz) |
| Rookie del Año          | Scottie Barnes (Toronto Raptors)    | Cade Cunningham (Detroit Pistons) Evan Mobley (Cleveland Cavaliers)                                                                                          |
| Mejor Sexto Hombre      | Tyler Herro (Miami Heat)            | Cameron Johnson (Phoenix Suns) Kevin Love (Cleveland Cavaliers)                                                                                              |
| Jugador Más Mejorado    | Ja Morant(Memphis Grizzlies)        | Darius Garland (Cleveland Cavaliers) Dejounte Murray (San Antonio Spurs)                                                                                     |
| Entrenador del Año      | Monty Williams (Phoenix Suns)       | Taylor Jenkins (Memphis Grizzlies) Erik Spoelstra (Miami Heat)                                                                                               |
| Ejecutivo del Año       | Zachary Kleiman (Memphis Grizzlies) | Artūras Karnišovas (Chicago Bulls) Koby Altman (Cleveland Cavaliers)                                                                                         |
| Jugador Más Deportivo   | Patty Mills (Brooklyn Nets)         | Bam Adebayo (Miami Heat) Mikal Bridges (Phoenix Suns) Darius Garland (Cleveland Cavaliers) Jeff Green (Denver Nuggets) Jaren Jackson Jr. (Memphis Grizzlies) |
| Social Justice Champion | Reggie Bullock(Dallas Mavericks)    | Jrue Holiday (Milwaukee Bucks) Jaren Jackson Jr. (Memphis Grizzlies) Karl-Anthony Towns (Minnesota Timberwolves) Fred VanVleet (Toronto Raptors)             |
| Compañero del Año       | Jrue Holiday (Milwaukee Bucks)      | DeMar DeRozan (Chicago Bulls) Boban Marjanović (Dallas Mavericks)                                                                                            |
| Premio Hustle           | Marcus Smart (Boston Celtics)       | |

| - Mejor quinteto de la NBA: - F Giannis Antetokounmpo, Milwaukee Bucks - F Jayson Tatum, Boston Celtics - C Nikola Jokić, Denver Nuggets - G Luka Dončić, Dallas Mavericks - G Devin Booker, Phoenix Suns | - Segundo mejor quinteto de la NBA: - F DeMar DeRozan, Chicago Bulls - F Kevin Durant, Brooklyn Nets - C Joel Embiid, Philadelphia 76ers - G Stephen Curry, Golden State Warriors - G Ja Morant, Memphis Grizzlies | - Tercer mejor quinteto de la NBA: - F LeBron James, Los Angeles Lakers - F Pascal Siakam, Toronto Raptors - C Karl-Anthony Towns, Minnesota Timberwolves - G Chris Paul, Phoenix Suns - G Trae Young, Atlanta Hawks |

| - Mejor quinteto defensivo de la NBA: - F Giannis Antetokounmpo, Milwaukee Bucks - F Jaren Jackson Jr., Memphis Grizzlies - C Rudy Gobert, Utah Jazz - G Marcus Smart, Boston Celtics - G Mikal Bridges, Phoenix Suns | - Segundo mejor quinteto defensivo de la NBA: - F Bam Adebayo, Miami Heat - F Draymond Green, Golden State Warriors - C Robert Williams III, Boston Celtics - G Jrue Holiday, Milwaukee Bucks - G Matisse Thybulle, Philadelphia 76ers |

| - Mejor quinteto de rookies: - Scottie Barnes, Toronto Raptors - Cade Cunningham, Detroit Pistons - Evan Mobley, Cleveland Cavaliers - Franz Wagner, Orlando Magic - Jalen Green, Houston Rockets | - 2.º mejor quinteto de rookies: - Herbert Jones, New Orleans Pelicans - Josh Giddey, Oklahoma City Thunder - Bones Hyland, Denver Nuggets - Ayo Dosunmu, Chicago Bulls - Chris Duarte, Indiana Pacers |

### Jugadores de la semana
Los siguientes jugadores fueron nombrados Jugadores de la Semana de las Conferencias Este y Oeste.
| Semana                            | Conferencia Este                              | Conferencia Oeste                                     | Ref.   |
| --------------------------------- | --------------------------------------------- | ----------------------------------------------------- | ------ |
| 19 al 24 de octubre               | Miles Bridges (Charlotte Hornets) (1/1)       | Stephen Curry (Golden State Warriors) (1/2)           | [ 58 ] |
| 25 al 31 de octubre               | Jimmy Butler (Miami Heat) (1/1)               | Rudy Gobert (Utah Jazz) (1/1)                         | [ 59 ] |
| 1 al 7 de noviembre               | Jarrett Allen (Cleveland Cavaliers) (1/1)     | Paul George (Los Angeles Clippers) (1/1)              | [ 60 ] |
| 8 al 14 de noviembre              | Kevin Durant (Brooklyn Nets) (1/2)            | Stephen Curry (Golden State Warriors) (2/2)           | [ 61 ] |
| 15 al 21 de noviembre             | Giannis Antetokounmpo (Milwaukee Bucks) (1/1) | Damian Lillard (Portland Trail Blazers) (1/1)         | [ 62 ] |
| 22 al 28 de noviembre             | Trae Young (Atlanta Hawks) (1/2)              | Devin Booker (Phoenix Suns) (1/3)                     | [ 63 ] |
| 29 de noviembre al 5 de diciembre | DeMar DeRozan (Chicago Bulls) (1/3)           | Donovan Mitchell (Utah Jazz) (1/1)                    | [ 64 ] |
| 6 al 12 de diciembre              | Domantas Sabonis (Indiana Pacers) (1/1)       | LeBron James (Los Angeles Lakers) (1/1)               | [ 65 ] |
| 13 al 19 de diciembre             | Jayson Tatum (Boston Celtics) (1/3)           | Karl-Anthony Towns (Minnesota Timberwolves) (1/3)     | [ 66 ] |
| 20 al 26 de diciembre             | Kemba Walker (New York Knicks) (1/1)          | Shai Gilgeous-Alexander (Oklahoma City Thunder) (1/1) | [ 67 ] |
| 27 de diciembre al 2 de enero     | DeMar DeRozan (Chicago Bulls) (2/3)           | Ja Morant (Memphis Grizzlies) (1/1)                   | [ 68 ] |
| 3 al 9 de enero                   | Fred VanVleet (Toronto Raptors) (1/1)         | Ja Morant (Memphis Grizzlies) (2/2)                   | [ 69 ] |
| 10 al 16 de enero                 | Darius Garland (Cleveland Cavaliers) (1/1)    | Devin Booker (Phoenix Suns) (2/3)                     | [ 70 ] |
| 17 al 23 de enero                 | Trae Young (Atlanta Hawks) (2/2)              | Nikola Jokić (Denver Nuggets) (1/2)                   | [ 71 ] |
| 24 al 30 de enero                 | Joel Embiid (Philadelphia 76ers) (1/2)        | Chris Paul (Phoenix Suns) (1/1)                       | [ 72 ] |
| 31 de enero al 6 de febrero       | Pascal Siakam (Toronto Raptors) (1/1)         | Brandon Ingram (New Orleans Pelicans) (1/1)           | [ 73 ] |
| 7 al 13 de febrero                | DeMar DeRozan (Chicago Bulls) (3/3)           | Luka Dončić (Dallas Mavericks) (1/3)                  | [ 74 ] |
| 28 de febrero al 6 de marzo       | Jayson Tatum (Boston Celtics) (2/4)           | Karl-Anthony Towns (Minnesota Timberwolves) (2/3)     | [ 75 ] |
| 7 al 13 de marzo                  | Kevin Durant (Brooklyn Nets) (2/2)            | Luka Dončić (Dallas Mavericks) (2/3)                  | [ 76 ] |
| 14 al 20 de marzo                 | Jayson Tatum (Boston Celtics) (3/4)           | Karl-Anthony Towns (Minnesota Timberwolves) (3/3)     | [ 77 ] |
| 21 al 27 de marzo                 | Jayson Tatum (Boston Celtics) (4/4)           | Devin Booker (Phoenix Suns) (3/3)                     | [ 78 ] |
| 28 de marzo al 3 de abril         | Trae Young (Atlanta Hawks) (2/2)              | Nikola Jokić (Denver Nuggets (2/2)                    | [ 79 ] |
| 4 al 10 de abril                  | Joel Embiid (Philadelphia 76ers) (2/2)        | Luka Dončić (Dallas Mavericks) (3/3)                  | [ 80 ] |

### Jugadores del Mes
Los siguientes jugadores fueron nombrados Jugadores del Mes de las Conferencias Este y Oeste.
| Mes               | Conferencia Este                              | Conferencia Oeste                           | Ref.   |
| ----------------- | --------------------------------------------- | ------------------------------------------- | ------ |
| octubre/noviembre | Kevin Durant (Brooklyn Nets) (1/1)            | Stephen Curry (Golden State Warriors) (1/1) | [ 81 ] |
| diciembre         | Joel Embiid (Philadelphia 76ers) (1/2)        | Donovan Mitchell (Utah Jazz) (1/1)          | [ 82 ] |
| enero             | Joel Embiid (Philadelphia 76ers) (2/2)        | Nikola Jokić (Denver Nuggets) (1/2)         | [ 83 ] |
| febrero           | DeMar DeRozan (Chicago Bulls) (1/1)           | Luka Dončić (Dallas Mavericks) (1/1)        | [ 84 ] |
| marzo/abril       | Giannis Antetokounmpo (Milwaukee Bucks) (1/1) | Nikola Jokić (Denver Nuggets) (2/2)         | [ 85 ] |

### Rookies del Mes
Los siguientes jugadores fueron nombrados Rookie del Mes de las Conferencias Este y Oeste.
| Mes               | Conferencia Este                        | Conferencia Oeste                         | Ref.   |
| ----------------- | --------------------------------------- | ----------------------------------------- | ------ |
| octubre/noviembre | Evan Mobley (Cleveland Cavaliers) (1/1) | Josh Giddey (Oklahoma City Thunder) (1/4) | [ 86 ] |
| diciembre         | Franz Wagner (Orlando Magic) (1/1)      | Josh Giddey (Oklahoma City Thunder) (2/4) | [ 87 ] |
| enero             | Cade Cunningham (Detroit Pistons) (1/1) | Josh Giddey (Oklahoma City Thunder) (3/4) | [ 88 ] |
| febrero           | Scottie Barnes (Toronto Raptors) (1/2)  | Josh Giddey (Oklahoma City Thunder) (4/4) | [ 89 ] |
| marzo/abril       | Scottie Barnes (Toronto Raptors) (2/2)  | Jalen Green (Houston Rockets) (1/1)       | [ 90 ] |

### Entrenadores del Mes
Los siguientes entrenadores fueron nombrados Entrenadores del Mes de las Conferencias Este y Oeste.
| Mes               | Conferencia Este                              | Conferencia Oeste                        | Ref.   |
| ----------------- | --------------------------------------------- | ---------------------------------------- | ------ |
| octubre/noviembre | Billy Donovan (Chicago Bulls) (1/1)           | Monty Williams (Phoenix Suns) (1/2)      | [ 91 ] |
| diciembre         | Erik Spoelstra (Miami Heat) (1/1)             | Taylor Jenkins (Memphis Grizzlies) (1/1) | [ 92 ] |
| enero             | J. B. Bickerstaff (Cleveland Cavaliers) (1/1) | Monty Williams (Phoenix Suns) (2/2)      | [ 93 ] |
| febrero           | Ime Udoka (Boston Celtics) (1/2)              | Quin Snyder (Utah Jazz) (1/1)            | [ 94 ] |
| marzo/abril       | Ime Udoka (Boston Celtics) (2/2)              | Jason Kidd (Dallas Mavericks) (1/1)      | [ 95 ] |